# Lillerudsgymnasiet
Lillerudsgymnasiet är ett naturbruksgymnasium på Lilleruds egendom strax öster om Vålberg i Karlstads kommun. Skolan, som har cirka 275 elever, erbjuder naturbruksprogrammet med inriktningar inom lantbruk, djurvård och hästhållning. Lillerudsgymnasiet erbjuder även internat med cirka 220 platser. Skolan tillhörde ursprungligen Landstinget i Värmland men blev friskola 2003.

## Historia
Värmlands första lantbruksskola grundades 1847 av länets hushållningssällskap i Träfors i Ölme socken. Lantbruksskolan flyttades 1851 till Gårdsjö i Gillberga socken och 1892 till Nors socken, där den drevs på gårdarna Varpnäs och Lillerud. Lillerudsgymnasiet räknar därför 1892 som året för skolans grundande. Varpnäs lantbruksskola lades ner 1953.
Molkoms lantmannaskola startades 1888 på initiativ av Karlstads hushållsgille. Den var från början knuten till Molkoms folkhögskola, men 1940 beslutades att lantmannaskolan skulle vara fristående. I samband med nedläggningen av Varpnäs lantbruksskola köpte landstinget Lilleruds egendom och lantmannaskolan flyttades dit.
Landstinget ägde Lillerud fram till 2003 då skolan övergick till att bli en friskola.